# هشتمین دوره جشنواره بین‌المللی فیلم فجر
هشتمین دورهٔ جشنواره فیلم فجر از ۱۲ تا ۲۲ بهمن ۱۳۶۸ در تهران برگزار شد.

## برگزیدگان

### فیلم‌های بلند[۱]
| سیمرغ بلورین بهترین فیلم | سیمرغ بلورین بهترین کارگردانی |
| --- | --- |
| - مهاجر – حوزه هنری سازمان تبلیغات اسلامی | - داریوش مهرجویی – هامون - ابراهیم حاتمی‌کیا – مهاجر - عباس کیارستمی – کلوزآپ - یدالله صمدی – ساوالان - محمد متوسلانی – جستجوگر                                                      |
| سیمرغ بلورین بهترین بازیگر نقش اول مرد | سیمرغ بلورین بهترین بازیگر نقش اول زن |
| - خسرو شکیبایی – هامون در نقش حمید هامون - سید علیرضا خاتمی – مهاجر در نقش اسد - محمدعلی کشاورز – مادر در نقش محمد ابراهیم - فرامرز صدیقی – دندان مار در نقش رضا - داریوش ارجمند – جستجوگر در نقش                          | - رقیه چهره آزاد – مادر در نقش مادر - هما روستا – تمام وسوسه‌های زمین در نقش ماه‌بانو - بیتا فرهی – هامون در نقش مهشید - فاطمه معتمدآریا – ریحانه در نقش ریحانه                       |
| سیمرغ بلورین بهترین بازیگر نقش دوم مرد | سیمرغ بلورین بهترین بازیگر نقش دوم زن |
| - اکبر عبدی – مادر در نقش غلامرضا - هامون – عزت‌الله انتظامی در نقش دبیری - جمشید اسماعیل‌خانی – زیر بام‌های شهر - رضا بابک – ریحانه - احمد آقالو – تمام وسوسه‌های زمین در نقش مباشر مقرب‌السلطان                               | - افسر اسدی – عبور از غبار - گوهر خیراندیش – زیر بام‌های شهر - مهوش افشارپناه – زیر بام‌های شهر - فریماه فرجامی – مادر در نقش ماه‌منیر - اکرم محمدی – مادر در نقش ماه‌طلعت              |
| سیمرغ بلورین بهترین فیلمنامه | سیمرغ بلورین بهترین آهنگساز |
| - هامون – داریوش مهرجویی - کلوزآپ – عباس کیارستمی - ساوالان – یدالله صمدی، حسن هدایت، بهرام ری‌پور، جمال امید - مهاجر – ابراهیم حاتمی‌کیا (دیپلم افتخار) - جستجوگر – میهن بهرامی، اسماعیل خلج و محمد متوسلانی (دیپلم افتخار) | - مهاجر – کریم گوگردچی - هامون – ناصر چشم‌آذر - مادر – ارسلان کامکار - ساوالان – فرهاد فخرالدینی - دل نمک – کامبیز روشن روان                                                         |
| سیمرغ بلورین بهترین صداگذاری | سیمرغ بلورین بهترین صدابرداری |
| - مهاجر – محسن روشن - آخرین پرواز – اسحاق خانزادی - ساوالان – اسحاق خانزادی - مادر – روبیک منصوری | - زیر بام‌های شهر – جهانگیر میرشکاری و حسن زاهدی - پول خارجی – شاپور حکیمی و سیدهاشم موسوی - هامون – اصغر شاهوردی - عبور از غبار – محمود سماک‌باشی - تمام وسوسه‌های زمین – مسعود بهنام |
| سیمرغ بلورین بهترین طراحی صحنه | سیمرغ بلورین بهترین فیلم‌برداری |
| - آخرین پرواز – مجید میرفخرایی - هامون – فریار جواهریان - مادر – علی حاتمی - ساوالان – حسن هدایت - جستجوگر – میهن بهرامی                                                                                                   | - هامون – تورج منصوری - مهاجر – محمدتقی پاک‌سیما - ساوالان – حسن قلی‌زاده - ریحانه – محمود کلاری - جستجوگر – مازیار پرتو                                                              |
| سیمرغ بلورین بهترین چهره‌پردازی | جایزه ویژه هیئت داوران |
| - مادر – عبدالله اسکندری - ساوالان – عبدالله اسکندری و مصطفی کامیاب - هامون – عبدالله اسکندری - جستجوگر – میهن بهرامی و ایرج صفدری                                                                                         | - کلوزآپ - عباس کیارستمی - هامون - داریوش مهرجویی |
| سیمرغ بلورین بهترین تدوین | سیمرغ بلورین بهترین جلوه‌های ویژه |
| - هامون – حسن حسندوست - پول خارجی – شیرین وحیدی - مهاجر – حسین زندباف - ساوالان – حسین زندباف - جستجوگر – عباس گنجوی | - مهاجر – اصغر پورهاجریان - آخرین پرواز – علی رستگار - هامون – محمدعلی نقی کنی - جستجوگر – ایرج صفدری - در جستجوی قهرمان – مصطفی رستگار                                             |